# Don't Stop (chanson de Fleetwood Mac)
Pour les articles homonymes, voir Don't Stop.
Singles de Fleetwood Mac
Dreams
(1977) You Make Loving Fun
(1977)
Don't Stop est une chanson du groupe Fleetwood Mac écrite et composée par Christine McVie.
Parue en 1977 sur l'album Rumours, Don't Stop est également sortie en single en avril la même année, avec Gold Dust Woman en face B au Royaume-Uni et Never Going Back Again aux États-Unis. Elle se classe 3e du Billboard Hot 100, 32e au Royaume-Uni, et reste l'une des chansons les plus connues du groupe.

## Postérité
En 1992, le candidat Parti démocrate à la présidence américaine Bill Clinton utilise Don't Stop durant sa campagne, notamment en clôture de la Convention nationale démocrate de 1992 (en). Après son élection, Clinton convainc les cinq membres du groupe de se réunir pour interpréter Don't Stop lors de son bal d'inauguration en 1993.

## Liste des titres
| A1. | Don't Stop      | 3:11 |
| B1. | Gold Dust Woman | 4:51 |

| A1. | Don't Stop       | 3:11 |
| B1. | Never Going Back | 2:14 |

## Crédits
- Christine McVie – piano, orgue, chant
- Lindsey Buckingham – guitare, chant
- John McVie – basse
- Stevie Nicks – tambourin, chœurs
- Mick Fleetwood – batterie

## Classements et certifications
| Classement (1977)                       | Meilleure position |
| --------------------------------------- | ------------------ |
| Allemagne de l'Ouest (Media Control)    | 41                 |
| Australie (Kent Music Report)           | 30                 |
| Belgique (Flandre Ultratop 50 Singles)  | 6                  |
| Belgique (Wallonie Ultratop 50 Singles) | 18                 |
| Canada (RPM Top Singles)                | 1                  |
| Canada (RPM Adult Contemporary)         | 6                  |
| États-Unis (Hot 100)                    | 3                  |
| États-Unis (Adult Contemporary)         | 22                 |
| États-Unis (Cash Box Top 100)           | 1                  |
| Nouvelle-Zélande (RMNZ)                 | 23                 |
| Pays-Bas (Nederlandse Top 40)           | 5                  |
| Pays-Bas (Single Top 100)               | 4                  |
| Royaume-Uni (UK Singles Chart)          | 32                 |

| Classement (1977)              | Rank |
| ------------------------------ | ---- |
| Belgique (Flandre Ultratop)    | 65   |
| Canada (RPM Top Singles)       | 16   |
| États-Unis (Billboard Hot 100) | 52   |
| États-Unis (Cash Box Top 100)  | 55   |
| Pays-Bas (Nederlandse Top 40)  | 81   |
| Pays-Bas (Single Top 100)      | 76   |

### Certifications
| Région                                                                     | Certification | Ventes/Streams |
| -------------------------------------------------------------------------- | ------------- | -------------- |
| Royaume-Uni (BPI)                                                          | Argent        | 200 000‡       |
| xNon précisé par la certification ‡ventes/streaming selon la certification |               |                |

## Historique de sortie
| Pays                 | Date           | Face B                 | Format   | Label(s)     | Réf.  |
| -------------------- | -------------- | ---------------------- | -------- | ------------ | ----- |
| Royaume-Uni          | 1er avril 1977 | Gold Dust Woman        | 45 tours | Warner Bros. | [ 1 ] |
| Allemagne de l'Ouest | 6 juillet 1977 | Never Going Back Again | 45 tours | Warner Bros. | [ 1 ] |
| Belgique             | 6 juillet 1977 | Never Going Back Again | 45 tours | Warner Bros. | [ 1 ] |
| États-Unis           | 6 juillet 1977 | Never Going Back Again | 45 tours | Warner Bros. | [ 1 ] |
| Pays-Bas             | 6 juillet 1977 | Never Going Back Again | 45 tours | Warner Bros. | [ 1 ] |
| Espagne              | 1977           | Dreams                 | 45 tours | Warner Bros. | [ 1 ] |

## Reprises
- Richard Anthony, en français, sous le titre Non stop (1977)
- Status Quo, sur l'album Don't Stop (1996)
- Les acteurs de la série Glee (2011)